# Muhammad Ali Sadpara
Muhammad Ali Sadpara (* 2. února 1976 Sadpara Gilgit-Baltistán Kašmír Pákistán; nezvěstný od 5. února 2021) byl pákistánský horolezec. Během své kariéry vystoupil na čtyři pákistánské osmitisícovky, na Nanga Parbat jako první v zimním období.
Do 22 let pracoval jako zedník, od roku 1999 působí jako horský nosič a v roce 2004 se začal účastnit expedic do vysokých hor i jako vysokohorský průvodce a horolezec. V roce 2016 se účastnil 18 expedic na nejvyšší hory světa, z toho čtyř v zimním období. V té době vystoupal na všechny osmitisícovky v Pákistánu s výjimkou K2, kterou pokořil v roce 2018. Kromě toho vytvořil také novou trasu na sedmitisícový Spantik.
Jednou vystoupil na Broad Peak, Gašerbrum I i Gašerbrum II. Na Broad Peaku se s polskými týmy snažil i o první zimní výstup v letech 2009 a 2011. Při jednom z pokusů dosáhl výšku 7830 m n. m. V roce 2016 se účastnil mezinárodní expedice na Nanga Parbat. Původně působilo na hoře více expedic, posléze někteří z horolezců odjeli a zbylí se spojili do jediného týmu. Simone Moro, Alex Txikon a Ali Sadpara dosáhli 26. února 2016 jako první lidé vrcholu této osmitisícovky v zimě.
Při pokusu zdolat K2 v zimě zmizel v noci na 6. února 2021 ve vrcholové části této hory.

## Úspěšné výstupy
- 2006: Gašerbrum II (8035 m n. m.)
- 2006: Spantik (7027 m n. m.) – nová cesta
- 2008: Nanga Parbat (8126 m n. m.)
- 2009: Nanga Parbat (8126 m n. m.)
- 2010: Gašerbrum I (8068 m n. m.)
- 2012: Broad Peak (8051 m n. m.)
- 2016: Nanga Parbat (8126 m n. m.) – první zimní výstup
- 2018: K2 (8611 m n. m.)